# Bhajji
Bhajji var ett furstendöme i nuvarande delstaten Himachal Pradesh i nordligaste Indien. Furstendömet grundades 1800 och befann sig under nepalesisk ockupation från 1803 till 1815.

## Härskare

### Rana
- ? - 1803, Rudrapal (1:a gången)
- 1803 - 1815, Nepalesisk ockupation
- 1815 - 1842, Rudrapal (2:a gången)
- 1842 - 1875, Bahâdur Singh
- 1875 - 1913, Durga Singh
- 1913 - 1947, Birpal Indra Singh